# Pongo (chanteuse)
Pour les articles homonymes, voir Pongo.
Engracia Domingos da Silva, dite Pongo, ou Pongolove au début de sa carrière, est une chanteuse et compositrice angolaise, née le 10 avril 1992 à Luanda.
Son style musical mélange kuduro, rap et pop.

## Biographie
Née à Luanda, en Angola, Engracia Domingos da Silva émigre avec sa famille pour s'installer à Lisbonne, au Portugal, fuyant la Guerre civile angolaise. Dans ce nouveau pays, sa mère travaille comme femme de ménage et son père comme ouvrier du bâtiment. Pendant cinq ans, elle vit dans un refuge avec les quatre autres membres de sa famille, partageant un lit avec ses deux sœurs.
Pendant son enfance à Lisbonne, Pongo vit dans un quartier à prédominance blanche et a du mal à s'intégrer dans la société, étant victime de discrimination raciale à l'école. Son père est un homme très strict, il ne laisse ses filles avoir une vie sociale. À 12 ans, vivant beaucoup de difficultés, Pongo se jette du septième étage de l'immeuble où elle habite, se blessant et se cassant une jambe. Pendant les phases initiales de sa convalescence, elle ne peut pas marcher et son père la surnomme M'Pongo Love, qui est le nom d'une chanteuse congolaise très connue en Angola et ayant dû elle aussi endurer une période où elle ne pouvait pas marcher à la suite d'un traitement contre la polio qui fut infructueux.
C'est alors qu'elle se rend à l'une des séances de physiothérapie à travers la ville, dans un quartier d'immigrants africains, que Pongo voit pour la première fois le groupe de kuduro Denon Squad se produire dans la rue. Après son rétablissement, elle commence à danser avec le groupe et à chanter du rap. Elle adopte alors le nom de scène Pongolove, plus tard abrégé en Pongo.

## Carrière
La participation de Pongo à Denon Squad l'amène à rencontrer Buraka Som Sistema. Elle se produit pour la première fois sur scène avec eux en 2008 dans la salle de concert Music Box à Lisbonne. La même année, elle se fait connaître au Portugal pour la chanson Kalemba (Wegue Wegue), qu'elle a écrite et enregistrée. Cette chanson fait partie des bandes originales des jeux Need for Speed: Shift et FIFA 10, et est largement diffusée sur YouTube, avec plus de dix millions de vues.
Pongo joue avec Buraka Som Sistema pendant deux ans, puis quitte le groupe pour des différends liés aux redevances de la chanson Kalemba (Wegue Wegue). Pour aider à élever ses sœurs, Pongo occupe des emplois subalternes, après que son père a abandonné la famille. Un jour, alors qu'elle travaille comme femme de ménage, elle entend Wegue Wegue à la radio et décide alors de se recentrer sur sa carrière.
La reprise de sa carrière est accélérée en 2018 par le lancement de son premier EP, Baia, et en 2019 par sa participation au festival français Fête de la musique, se produisant au Palais de l'Élysée, résidence officielle de la présidence française, occupé alors par Emmanuel Macron, lorsqu'elle est devenue la "Diva de Kuduro". En 2020, elle lance son deuxième EP, Uwa (mot qui signifie "pas" en kimbundu, l'une des langues officielles de l'Angola). La même année, Pongo remporte le Music Moves Europe Talent Award.
En 2022, elle participe en duo avec Tristany au Festival da Canção, sélection nationale du Portugal pour le concours de l'Eurovision. Elle y termine à la 5e place.

## Discographie
| Albums | Albums                          | Albums |
| Année  | Détails                         | Ref.   |
| ------ | ------------------------------- | ------ |
| 2018   | Baia - Lancé: 21 septembre 2018 | [ 8 ]  |
| 2020   | Uwa - Lancé: 7 février 2020     | [ 6 ]  |